# Ibn Sahl (matemático)

Interpretación de la construcción de Ibn Sahl. Si la relación de longitudes se mantiene igual a entonces los rayos cumplen la ley de lls senos a ley de Snell.
La hipotenusa interior del triángulo rectángulo muestra la trayectoria del rayo incidente y la otra hipotenusa representa una extensión del camino del rayo refractado si el rayo incidente encuentra a su paso un cristal cuya superficie es vertical en el punto donde se cruzan las hipotenusas. La longitud de la mayor hipotenusa dividida por longitud de la menor es el índice de refracción del cristal.

Ibn Sahl  (nombre completo Abū Saʿd al-ʿAlāʾ; en árabe أبو سعد العلاء ابن سهل; c. 940–1000) fue un matemático persa musulmán y físico de la Edad de Oro del islam, asociado con la corte de la dinastía búyida de Bagdad. Autor de un tratado sobre óptica, formuló la ley de Snell seis siglos antes de que se redescubriera en Europa. 

## Semblanza
Nada en su nombre permite deducir su lugar de origen. Ibn Sahl es conocido por haber escrito un tratado sobre óptica alrededor del año 984. El texto de este tratado fue reconstruido por Roshdi Rashed a partir de dos manuscritos (reeditados en 1993): Damasco, al-Ẓāhirīya MS 4871, 3 fols., y Teherán, Molinoī MS 867, 51 fols. El manuscrito de Teherán es mucho más amplio, pero se encuentra en mal estado, y el de Damasco contiene una sección enteramente perdida en el otro.
El manuscrito de Damasco se titula Fī al-'āla al-muḥriqa "Sobre los instrumentos de llama", y el de Teherán incluye un subtítulo posterior añadido a mano: Kitāb al-harrāqāt, "El libro de los dispositivos ópticos incendiarios".
Ibn Sahl fue el primer estudioso musulmán conocido que analizó la óptica de Claudio Ptolomeo, convirtiéndose en un precursor importante de un texto mucho más influyente, el Libro de Óptica de Ibn Al-Haytham (Alhacén), escrito unos treinta años más tarde. Ibn Sahl trató las propiedades ópticas de espejos curvos y lentes y ha sido descrito como el descubridor de la ley de refracción (conocida actualmente como ley de Snell).
El matemático persa utilizó esta ley para deducir formas de lente sin aberraciones geométricas en su foco, conocidas como lentes anaclásticas. En las partes restantes del tratado trató los espejos parabólicos, los espejos elipsoidales, las lentes biconvexas y técnicas para dibujar arcos de hipérbola.